# Danics Dóra
Danics Dóra (Budapest, 1986. május 16.  –) magyar énekesnő, az X-Faktor című televíziós tehetségkutató műsor negyedik évadának győztese.

## Életpályája
Édesanyja Bach Szilvia, a rendszerváltás körüli évek ismert humoristája. Dóra kommunikáció szakot végzett, majd vágóként helyezkedett el. Hét évet zenélt egy akusztikus zenekarral. Először 2012-ben jelentkezett az X-Faktorba, de ott a "mentorok házában" kiesett. 2013-ban  sikerült bekerülnie az X-Faktor élő adásába. Mentora Geszti Péter volt. Dóra első nőként megnyerte a műsor 2013-as szériáját (miközben egyszer sem párbajozott). 2016 óta a Cimbaliband zenekar énekesnője. 2017-ben szerepelt az Oltári csajok cimü sorozatban mint Bianca, illetve abban az évben jelent meg első albuma Bújócska cimmel. 2019-ben Mazán Attilával megalapította a Tengerszem együttest, 2020 szeptemberben jelent meg első közös lemezük Képzelgések a HammerWorld magazin cd mellékleteként.[forrás?]

## Diszkográfiája

### Slágerlistás dalai
| Év                  | Dal                                                              | Legmagasabb helyezés | Legmagasabb helyezés | Legmagasabb helyezés   | Legmagasabb helyezés | Legmagasabb helyezés | Legmagasabb helyezés         | Legmagasabb helyezés | Album |
| Év                  | Dal                                                              | VIVA Chart           | Class 40             | Mahasz Editors’ Choice | Mahasz Rádiós Top 40 | Mahasz Dance Top 40  | MAHASZ Single (track) Top 10 | EURO 200             | Album |
| ------------------- | ---------------------------------------------------------------- | -------------------- | -------------------- | ---------------------- | -------------------- | -------------------- | ---------------------------- | -------------------- | ----- |
| 2014                | Új út                                                            |                      |                      |                        |                      |                      |                              |                      |       |
| 2014                | Most vagy soha                                                   |                      |                      |                        |                      |                      |                              |                      |       |
| 2014                | Jelenidő                                                         |                      |                      |                        |                      |                      |                              |                      |       |
| 2014                | Leszek a dal (Vastag Csabával, Kocsis Tiborral és Oláh Gergővel) |                      |                      |                        |                      |                      |                              |                      |       |
| 2015                | Pappara                                                          |                      |                      |                        |                      |                      |                              |                      |       |
| 2016                | Bújócska                                                         |                      |                      |                        |                      |                      |                              |                      |       |
|                     |                                                                  |                      |                      |                        |                      |                      |                              |                      |       |
| 1. helyezett számok |                                                                  |                      |                      |                        |                      |                      |                              |                      |       |
| Top 10-be bekerült  |                                                                  |                      |                      |                        |                      |                      |                              |                      |       |
| Top 40-be bekerült  |                                                                  |                      |                      |                        |                      |                      |                              |                      |       |

Album:
Szóló:
Bújócska 2017

Cimbaliband:
Recycle 2016
Balkán projekt 2018

Cimbaliband és Danics Dóra:
Iram 2019

Tengerszem:
Képzelgések 2020

## Díjai
- 2014: BRAVO OTTO - Az Év Felfedezettje (jelölés)
- 2020 Fonogram díj a Cimbaliband és Danics Dóra Iram című lemezért

## Külső hivatkozások
- http://starity.hu/sztarok/danics-dora/eletrajz/ [Tiltott forrás?]
- http://kocsma.blog.hu/2012/10/29/danics_dora
- https://hardrock.hu/tengerszem-danics-dora-es-mazan-attila-projektje/